# Krožna pot Anapurna
Krožna pot Anapurna ali  Annapurna Circuit je pohodniška pot okoli gorske verige osrednjega Nepala . Skupna dolžina poti se giblje med 160–230 km, odvisno od tega, kje se uporablja motorni prevoz in kje se pohod konča. Ta pot prečka dve različni rečni dolini in obkroži masiv Anapurne. Pot doseže najvišjo točko na prelazu Thorong La (5416 m) in se dotakne roba Tibetanske planote. Praktično vsi pohodniki prehodijo pot v nasprotni smeri urinega kazalca, saj je na ta način pridobivanje dnevne višine počasnejše, prečkanje visokega prelaza Thorong La pa zato je lažje in varnejše.
Gorska pokrajina v bližnji okolici vključuje masiv Anapurne (Anapurna I-IV), Dhaulagiri, Mačapučaro, Manaslu, Gangapurno, Tilicho Peak, Pisang Peak in Paungda Danda in številni drugi vrhovi višine 6000-8000 m, ki se dvigujejo iz masiva Anapurne.
Pohod se začne pri Besisaharju ali Bhulbhulahu v dolini reke Marshyangdi in se zaključi v soteski Kali Gandaki. Besisahar je mogoče doseči po sedmih urah vožnje od Katmanduja. Pohod poteka med riževimi polji in skozi subtropske gozdove, mimo več slapov in gigantskih sten ter skozi različne vasi.
Pot Annapurna Circuit je bila pogosto izbrana za najboljšo pohodniško pot na dolge razdalje na svetu, saj je v svoji stari polni obliki združila široko paleto podnebnih območij od tropov na 600 m nadmorske višine do arktike na 5416 m nadmorske višine na prelazu Thorong La in kulturno raznolikost hindujskih vasi v nižjih območjih do tibetanske kulture doline Manang in nižjega Mustanga. Nadaljnja gradnja ceste je skrajšala pot in spremenila podobo vasi. Z gradnjo ceste postaja priljubljeno gorsko kolesarjenje, pri čemer Mustang postaja ena najbolj priljubljenih destinacij za to dejavnost na svetu.

## Standardni potek trekinga
Pohod po navadi traja približno 15–20 dni, odhaja se iz Katmanduja s postankom v Pokhari, preden se vrne v prestolnico. Pot je zmerna do precej zahtevna in prečka številne reke preko jeklenih in lesenih visečih mostov. Za hrano in nastanitev so na voljo čajne hiše in lodži ob poti. Skupine se lahko odločijo za šotore, vendar so to običajno le tiste, ki so namenjene po stranskih poteh, stran od koč in za plezanje na vrhove. 
Opis poti
- 1. dan - Iz Katmanduja se potuje proti zahodu do Besisaharja [820 m] z osebnim vozilom ali javnim avtobusom, ki traja šest do sedem ur.
- 2. dan - Trek v Khudi [790 m]
- 3. dan - Trek do Bahundande [1310 m]
- 4. dan - Pohod do Jagata [1290 m]
- 5. dan - Pohod v Dharapani [1920 m]
- 6. dan - Pohod v Chame [2630 m]
- 7. dan - Pohod v zgornji / spodnji Pisang [3190 m]
- 8. dan - Pohod v Manang [3520 m]
- 9. dan - Počitek v Manangu [3520 m]
- 10. dan - Pohod v Letdar [4250 m]
- 11. dan - Pohod v Thorung Phedi [4500 m]
- 12. dan - Pohod v Muktinath [3800 m], ki prečka prelaz Thorung La na poti
- 13. dan - Pohod po Marfi [2665 m]
- 14. dan - Trek do Lete [2470 m] (zdaj pogosto z avtomobilom ali gorskim kolesom)
- 15. dan - Pohod v Tatopani [1160 m] (zdaj pogosto z avtomobilom ali gorskim kolesom, 14. dan)
- 16. dan - Trek do Ghorepani [2775 m]
- 17. dan - Pohod v Birethanti [1050 m] in potovanje do Pokhare
- 18. dan - Vrnitev v Katmandu [1400 m]. Glede na hitrost pohodnikov, število in dolžino stranskih izletov in dni počitka, aklimatizacijo, vreme in kraj, kjer se potovanje konča, se lahko odpravi na Annapurna Circuit vse med 8 do 25 dni. Številni pohodniki se odločijo za polet z letališča Jomsom, ki skrajša pot do 6 dni v primerjavi z originalnim AC.

Prav tako je možno nadaljevati iz Ghorepanija do Tadapanija, Ghandruka, Landruka in nato do Phedija, ki sledi staremu Annapurna Circuit od trenutka, ko cesta še ni bila razširjena na Beni. Ta bolj varna sprememba traja tri dni namesto krajšega enodnevnega izhoda iz Ghorepanija do Pokhare, opisanega zgoraj. Priljubljen dodatek k AC je tudi obisk baznega tabora Anapurna, ABC (imenovan tudi Anapurnino svetišče). Ta pot zavije proti severu od Tadapanija in se ponovno pridruži stari AC pri Ghandruku ali Landruku. Obisk ABC doda k trajanju Annapurna Circuit približno 5 dni, kar je nekoliko manj od običajnega trajanja poti do ABC, saj so pohodniki, ki prihajajo iz AC, že aklimatizirani in utrjeni.
Priporočljivo je, da se pohodniki odpravijo po visoki poti od Pisanga preko Ghyaruja in Ngawala do Mananga, saj so pogledi spektakularni in obe vasi vzdolž poti med najbolje ohranjenimi vzorci tibetanskih vasi še v svojem prvotnem stanju. Spanje v eni od teh vasi pomaga pri aklimatizaciji, saj so višje od Mananga. Še en stranski pohod, ki postaja vse bolj priljubljen, je obisk jezera Tilicho Tal. Zdaj so na poti in v bližini jezera v tako imenovanem Tilicho baznem taboru lodži, zato šotori niso več potrebni. Če želimo prečkati Jomsom po poti Tilicho, je potrebno bivakiranje na prostem (in s tem šotor) . V določenih obdobjih leta lahko snežne razmere povzročijo nevarnost prehoda ali ga v celoti preprečijo.
Oktobra 2014 je Seth Wolpin dosegel najhitrejši znan čas v 72 urah in 4 minutah. Začel je v Besisaharju in končal v Naya Pull-u, sledil je vsem novim potem okoli Anapurne .
Poročali so, da je prejšnji rekord Seta Wolpina presegel grški športnik in filantrop Lefteris Paraskevas, ki je maja 2017 zaključil klasično pot Circuit od Besisaharja do Nayapulina, v 68 urah in 22 minutah, s čimer je postavil nov najhitrejši čas za pot. 

## Vreme
Medtem ko se po večini Himalaje ne more hoditi v mokri sezoni, velik del Anapurna Circuit dejansko leži v padavinski senci. To pomeni, da je večino kroga možno prehoditi skozi celo leto, vključno z obdobjem monsuna.
Treking v mokri sezoni se pogosto spodbuja, saj se pohodniki izogibajo množicam, ki se mučijo v poletnih mesecih. Vendar so dnevi pogosto vlažni in mnogi pogledi prekriti z oblaki.

### Oktober – november
To je najbolj priljubljena pohodniška sezona v Nepalu. Zaradi nedavnih monsunskih dni je vse, kar je ob krožni poti osveženo, čisto in živahno. Pogledi so po navadi jasni in nočno nebo lepo vidno. Čeprav je vreme običajno toplo, se nočne temperature spustijo pod ledišče. To je najbolj obremenjeno obdobje ob poti in čajne hiše zelo hitro zasedene. 

### December – marec
To je najhladnejše obdobje na poti. Glede na nadmorsko višino bodo dnevne temperature hladne, nočne pa padejo precej pod ledišče. Prednost je, da so poti veliko manj zasedene. Prelaz Thorong La, ki stoji na več kot 5000 metrih, je pogosto blokiran s snegom in je lahko več dni zaprt. Če sneg ne blokira večine poti, so čajne hiše v tem obdobju še vedno odprte. Oblaki pogosteje prevladujejo, vendar so pogosti tudi jasni dnevi. Proti marcu začnejo cveteti rododendroni, ki z gorečimi barvami oživljajo hribovje. Žal je to obdobje, ko so plazovi najpogostejši.

### April – maj
Zaradi toplega vremena sta april in maj druga meseca, ki sta najbolj priljubljena za pohodništvo na Anapurna Circuit. Večina snega se je stopila in pustila kristalno čisto nebo. Pogosto se v maju pojavlja čudna meglica, ki je vidna iz nižjih višin. Vendar pa ta kmalu premine in je ni mogoče videti iz višjega dela poti. Ko se proti koncu maja gradi monsunsko obdobje, dnevi postanejo bolj vroči in vlažni, zaradi česar je treking na nižji višini precej neprijeten.

### Junij – september
To je monsunsko obdobje. Čeprav obstajajo zgodbe o hudih nalivih, blatnih klancih in hordah pijavk, je to le redko na primeru krožne poti okoli Anapurne, zlasti na severnem delu. Čeprav južni del v bližini Pokhare prejme veliko dežja, severni deli pogosto prejmejo manj kot 10% padavin zaradi lokacije v padavinski senci. Prednost trekinga v monsunskem obdobju je, da v tem obdobju cvetijo številne rastlinske vrste, zaradi česar je pohod izjemno privlačen. To je tudi čas, ko je stranski izlet na jezero Tilicho relativno lažji.

## Zgodovina
Območje Anapurne je bilo odprto za tuje pohodnike leta 1977, potem ko so končali spori med CIA, ki so podpirali gverilce Khampa, ki so delovali iz tega območja v Tibet in tamkajšnjim prebivalstvom in Nepalsko vojsko. Prvotna pot se je začela s kraja Dhumre ob cesti Katmandu - Pokhara, končala pa v Pokhari in je trajala približno 23 dni. Gradnja cest se je začela v zgodnjih 1980-ih, tako od Dhumreja na severu kot od Pokhare na zahodu in nato do doline Kali Gandaki. Cesta je zdaj dosegla Chamje v dolini reke Marsyangdi in Muktinath na strani Kali Gandaki. Od prvotnega 23-dnevnega potovanja je samo 5 dni hoje po poti brez motornega prometa. Označene so bile nove poti, da se lahko delno izognemo cesti. Obstoj ceste je kljub temu spremenil območje, videz in vzdušje v vaseh. Cesta olajša prevoz, kar povečuje priljubljenost gorskega kolesarjenja na tem območju. Od leta 2011 podjetja v Muktinathu in Jomsomu turistom izposojajo gorska kolesa. Ker je na cesti zelo malo prometa, se lahko spusti (po makadamski in / ali enosmerni poti) od Muktinatha do Tatopanija in to za skoraj 3000 metrov v 2-3 dneh.
Za pohodnike so bila blizu Anapurne v preteklih letih odprta nova območja, kot so zgornji Mustang, dolina Naar-Pho, Manaslu in dolina Tsum. Trenutno so ti pohodi omejeni in so predmet dodatnih dovoljenj, stroškov in drugih omejitev.

## Snežni vihar 2014
Oktobra 2014 je nenaden snežni metež ubil več kot 43 ljudi, od katerih je bila polovica Nepalcev.  Povzročil ga je konec umirjajočega ciklona, ki je opustošil vzhodno obalo Indije; v viharju je bilo ujetih okoli 350 pohodnikov. 

## Komunikacije
Več lokacij krožne pohodniške poti ima zdaj internetno povezavo. Pohodniki lahko uporabljajo brezžični internet v različnih predelih, kot so Kaski, Myagdi, Lamjung in Mustang. Na nekaterih lokacijah je na voljo tudi mobilni telefon 3G. 